# Dietenheim
Dietenheim (phát âm tiếng Đức: [ˈdiːtn̩haɪm]) là một đô thị thuộc huyện Alb-Donau, bang Baden-Württemberg, Đức. Đô thị nằm ở bờ trái của Iller, 22 km (14 mi) về phía nam Ulm. Đô thị này có diện tích 18,75 km², dân số thời điểm 31 tháng 12 năm 2020 là 6798 người.